# ゴジラ キング・オブ・モンスターズ
『ゴジラ キング・オブ・モンスターズ』（原題: Godzilla: King of the Monsters）は、2019年のアメリカ合衆国の怪獣映画。『モンスター・ヴァース』の3作目。日本映画のシリーズ『ゴジラ』のリブート作品であり、シリーズ34作目。
日本ではゴジラ65周年記念作品となる。2019年5月31日に全米と日本で公開された。

## ストーリー
サンフランシスコの悲劇から5年後、巨大怪獣の存在およびそれまで極秘に怪獣の調査を行ってきた秘密機関「モナーク」のことが公になり、以後世界各地で休眠状態の怪獣・タイタンが次々と発見され、その地点には怪獣の生態を研究するための前哨基地が建てられた。
中国・雲南省にある古代遺跡の内部に設置されたモナークの第61前哨基地では、モナークの科学者であるエマ・ラッセル博士と娘のマディソンらが孵化したモスラの幼虫との交信を試みていた。自身を見張る隊員を見てパニックとなり、モスラ幼虫は暴れだすが、エマが怪獣と交信する怪獣制御装置・オルカを使って幼虫の気を鎮めることに成功する。しかしそこへ、環境テロリストであるアラン・ジョナ率いる傭兵部隊が基地を襲撃し、エマとマディソンおよびオルカが強奪されてしまう。
同じころ、ワシントンD.C.でのモナークの有識者と政府役員との公聴会で、モナークは政府や世論から怪獣への対応と被害の責任について厳しい追及を受けていた。あくまで怪獣殲滅を訴える政府に対し、モナークの科学者・芹沢猪四郎博士はあくまで怪獣との共存が必要だと説く。その折に芹沢らは雲南省で起こった事件の知らせを聞き、急遽元モナークのメンバーで別居状態だったエマの夫であるマークに協力を要請、攫われた2人を救出するため共に行動することとなり、ゴジラの生息域となっているバミューダ海域に設置された第54前哨基地にマークを招いて今後の対応を協議する。
一方、ジョナたちは南極の氷塊に眠るタイタン、モンスター・ゼロを目覚めさせるべく、彼らは南極の第32前哨基地を急襲し占拠。そのままモンスター・ゼロの復活作業を開始する。それと同時に海域に潜んでいたゴジラが行動を開始し、その移動予測からゴジラが南極を目指していると知りマークたちも司令母艦・アルゴで南極へと向かう。到着したモナークの兵士とテロリストが銃撃戦を繰り広げる中、マークは妻子のエマとマディソンに再会する。だがエマは彼の目の前で氷塊に仕掛けられた爆弾の起爆装置を押して氷塊を爆破し基地は崩壊を始めた。ジョナはエマとマディソンを連れて何とか逃亡し、マークたちも間一髪で基地の崩壊から免れるが、続けてエマがオルカを起動させたことによりモンスター・ゼロが復活。迫り来るモンスター・ゼロにマークたちは窮地に陥るが、そこへモンスター・ゼロを目指していたゴジラも遂に出現。南極にて対峙したゴジラとモンスター・ゼロは交戦を開始する。急いでその場から退避していくマークたちだったが、芹沢の助手であるグレアムがモンスター・ゼロに捕食され死亡、マークも気を失ってしまう。そこへ救援に駆けつけたアルゴら戦闘機部隊の攻撃を受けてモンスター・ゼロは空中へと逃亡、ゴジラもそれを追って海へと消え去る。
アルゴ内で回復し目覚めたマークは南極でのエマの行動から彼女が自らの意思でジョナらテロリストグループに協力していると他の面々に明かす。さらにそこへエマの声明が届く。彼女は「人類の文明活動が原因で崩壊寸前の地球環境を修復するためには、地球の免疫である怪獣による破壊と再生が必要」と主張。直後にメキシコのイスラ・デ・マーラの火山火口に建てられた第56前哨基地のシステムがジョナのテロリストグループにハッキングされ、エマはオルカの信号をそこから流し、火山に眠るタイタンを呼び起こす準備を整える。マディソンがそれに反発して止めようとするも、それを制したジョナに急かされる形でエマはオルカを起動。その結果、流されたオルカの信号に反応し火山火口から「炎の悪魔」と呼ばれているタイタン・ラドンが出現する。現地民の避難の時間を稼ぐためアルゴとその護衛部隊が駆けつけてラドンを攻撃、ラドンはアルゴを敵と見なして飛翔し、なおも攻撃してくる護衛部隊を壊滅させアルゴをも追撃する。しかしスタントン博士の機転で、この時同じくメキシコに接近していたモンスター・ゼロの元へアルゴが向かったことで、鉢合わせとなったラドンとモンスター・ゼロが激突し、激しい空中戦が展開される。しかしラドンもモンスター・ゼロには敵わず、海へ落とされ撃沈。続けてモンスター・ゼロはイスラ・デ・マーラからの避難民を収容していたアルゴにも襲いかかるが、そこへまたしても乱入してきたゴジラにより海中に引きずり込まれ、ゴジラの猛攻を受け左の首を食いちぎられながら追い詰められる。そこに米軍が怪獣殲滅用に開発した新兵器・オキシジェン・デストロイヤーを搭載したミサイルが飛来して両者の下で炸裂するも、モンスター・ゼロには通用せずそのまま海中からの脱出を許し、ゴジラだけが生体反応を消失してしまう。そのままモンスター・ゼロはイスラ・デ・マーラの火山に降り立ち、ゴジラに食いちぎられた左の首を瞬く間に再生させ、雄叫びを上げる。その直後、世界各地に点在しているモナークの前哨基地から次々とタイタンたちが目覚め始める。
復活したタイタンたちによる世界規模の災害が発生する中、マークはこれをモンスター・ゼロが自身を頂点に立つ怪獣としながら他のタイタンたちを支配しての知能的な破壊活動であると推測。さらにアイリーンの調査でモンスター・ゼロがギドラという名前であること、そしてギドラは地球の自然界に属さない宇宙生物であること、そして地球の生態系を破壊し自身に適した環境に作り変えようとする存在だと示唆される。エマも復活したギドラが他の怪獣たちを勝手にコントロールし始めたことで自分のプランが完全に破綻してしまったことを悟り、ジョナに事態の収束を申し出るが彼はそれを聞き入れず、両者の間に溝が生まれる。そんな中、雲南省の施設から脱走した後、滝の中で蛹になっていたモスラが羽化して飛び立ち、ゴジラの住処だったバミューダ海域に現れる。マークたちはモスラがゴジラと交信を試みていると気付いてその反応からゴジラの生存を確認、潜水艦にゴジラのエネルギーとなる核弾頭を積んでゴジラが隠れている地点に向かう。マークらはスタントン博士の提唱した地下空洞論に基づく海底洞窟の先にあった古代遺跡の奥地で、そこを住拠として休眠していたゴジラを発見。だが潜水艦の魚雷発射システムは事故で破損し核魚雷の発射が不可能な状態に陥っていた。そこで芹沢が自ら一人で小型潜水艇でその住拠へと向かい、ゴジラの目前まで核弾頭を運び、日本語で「さらば・・・友よ」と言い遺し自らの命と引き換えに手動で起爆させる。そしてゴジラはそのエネルギーを吸収し、より強大な姿で復活しマークたちの眼前に現れる。そしてゴジラはマークたちを一瞥し、敵意がないと確認するやそのままギドラとの最終決戦へ向かっていった。
ワシントンD.C.でギドラとその下に付いたラドンが暴れている間、エマがジョナに訴えていたオルカによる怪獣の行動を抑制する方法を聞いていたマディソンは、彼らがオルカから目を離した隙にオルカを持ち出してアジトから脱走。エマの考え通りにアジトのあったマサチューセッツ州・ボストンの野球スタジアムに忍び込み、スタジアムの音響システムにオルカを接続、スタジアム全体をスピーカーにしてオルカの信号を世界全体に伝達し、タイタンたちの動きを止めることに成功する。しかし、ギドラはその信号を察知してボストンに飛来、マディソンを見つけるや彼女を殺そうと襲いかかる。だがそこへ再び出現したゴジラがギドラを熱線で吹き飛ばし、マディソンは九死に一生を得た。そのままゴジラとアルゴを含めた米軍はギドラとの全面対決を開始する。
マークらもオルカの信号からエマとマディソンがボストンにいることを知り、ゴジラとギドラが争う地上に降りるとジョナと袂を分かったエマとも合流してマディソンを捜索、マディソンがボストンの旧自宅にいると推測してそこへ向かう。この時ゴジラは身体が芹沢が起爆させた核弾頭のエネルギーの過剰摂取により数分で臨界点を超え核爆発を起こす危険な状態になりながらも支援に現れたモスラの援護もあって優位に立ちながらギドラを追い詰めていく。しかし、ギドラが呼び寄せたラドンの乱入でモスラとは分断され、さらにギドラの予想外の反撃で大ダメージを受けて満身創痍の状態に陥る。どうにかラドンを退けたモスラもゴジラを庇いながらギドラの攻撃を浴びて消滅。そして再びゴジラはギドラに追い討ちを仕掛けられ劣勢に追い込まれていく。
マークとエマは倒壊した自宅からマディソンを見つけて助け出し、地上から脱出する前に3人はオルカを修理してギドラの注意をゴジラから逸らす作戦を立てる。エマはマークとマディソンだけを逃がし、単身オルカを使ってゴジラからギドラの注意を逸らすことに成功。エマは猛追するギドラに追い詰められるが、その間にギドラの攻撃でモスラが消滅した際に降り注いだモスラの力を吸収し、体内の核エネルギーの制御に成功し身体を赤熱化させたゴジラがギドラの前に立ち塞がった。熱波攻撃をたて続けに浴びせられたギドラは抵抗虚しく身体が燃え尽きていき、ゴジラの止めの一撃で大爆発。最後に残った首もゴジラが放った熱線で跡形もなく消滅しギドラは葬られた。長きに渡り熾烈な戦いを繰り広げてきた宿敵を遂に下し瓦礫の上に立つゴジラの元に、ムートー、ベヒモス、スキュラ、メトシェラら世界各地のタイタンたちや生き延びていたラドンがゴジラを取り囲むように集結する。そしてラドンを初めとしたタイタンたちは、偽りの王であるギドラを倒したゴジラを真の怪獣王と崇めるが如く、次々とゴジラにひれ伏していく。マークとマディソンらが見守る中、タイタンたちがひれ伏したキング・オブ・モンスターズ/怪獣王・ゴジラの咆哮が辺りにこだました。
その後、ゴジラの監視下で世界各地のタイタンたちが地球のあらゆる自然環境を回復させていき、モナークも彼らに関する研究結果を公表。改めてタイタンたちの重要性が世界に発信されることとなる。さらに、巨大な猿と恐竜が争う姿が描かれた壁画が発見される。一方、オキシジェン・デストロイヤーの影響で魚が収穫出来なくなったイスラ・デ・マーラに密かに赴いていたジョナは、先の海中戦でゴジラに食いちぎられ、沖で漁師が引き上げたギドラの首の残骸を買うと申し出ていた。

## キャスト

### ラッセル一家
マーク・ラッセル博士
演 - カイル・チャンドラー、日本語吹替 - 田中圭
生物学者。以前は妻のエマと共にモナークに所属していたが、サンフランシスコの悲劇で最愛の息子だったアンドリューを失い、息子の死の原因となったゴジラへの憎悪からモナークを脱退した。怪獣と交信できる装置"オルカ"を開発した人物だが、悪用されることを恐れ試作品を破壊している。
息子の死後は酒浸りで自堕落な生活を送り、仕事漬けになった妻のエマとは疎遠になったうえに、娘のマディソンへの体裁を気にしたこともあって別居状態にある。ジョナ率いるテロリストに拉致された妻と娘を取り戻すため、芹沢らモナークのメンバーたちと行動を共にする。
怪獣は殲滅すべきと考えているが、生物学者としての知識もあって怪獣の習性や生態に詳しいため、悪戯に刺激するような行動は避ける。

エマ・ラッセル博士
演 - ヴェラ・ファーミガ、日本語吹替 - 木村佳乃
モナーク幹部の純古生物学者。息子を失いながらも怪獣と人類の共存を主張している。
夫のマークが開発した"オルカ"を修復・改良し、中国の第61前哨基地にてモスラの孵化を待っていた。孵化した幼虫との交信を娘らと試みている最中、ジョナ率いるテロリストグループに拉致される。実は怪獣による地球環境の再生を目論んでおり、自分からジョナにコンタクトを取って計画を実行に移した、いわば共犯者である。

マディソン・ラッセル
演 - ミリー・ボビー・ブラウン、日本語吹替 - 芦田愛菜
マークとエマの娘で現在12歳。母のエマと共に怪獣との共存を考えており、テロリストグループ内でも母と同様に自由行動を許されているが、計画によって犠牲が出ることを忌避している。
幼少期のマディソン
演 - レクシー・レイブ、日本語吹替 - 大地葉

### モナーク / MONARCH
世界各国の怪獣たちの研究、調査を行う国際研究機関。怪獣の存在が世界的に知られてもなお、他に把握している怪獣たちの情報など研究の全貌を秘匿していることから、国連や各国からの批判の的に晒されている。
過去の殉職者たちの石碑には「フランキー堺」「平田昭彦」「河内桃子」らの名前が刻まれている。
芹沢猪四郎博士
演 - 渡辺謙、日本語吹替 - 渡辺謙
モナーク幹部の古生物学者であり、モナークの実質的なリーダーも務めている。
父親の芹沢英二の跡を継いでゴジラの研究を続けており、そのためゴジラに対して特に強い思い入れを抱き、怪獣との共存を誰よりも強く訴えている人物である。広島の被爆者である父の形見の懐中時計を常に持ち歩いている。

アイリーン・チェン博士 / リン・チェン博士
演 - チャン・ツィイー、日本語吹替 - 甲斐田裕子
双生児のモナークの考古人類学者姉妹。三代にわたってモナークの研究員を務める家系であり、神話や古代の伝承から怪獣と人類の関係について調べている。姉がチェン、妹がリン。
アイリーンはショートカット、リンはロングヘアと髪型が異なる。
作中二人揃って登場することはないものの、先祖代々双子の家系である点など、モスラのパートナーである「小美人」を彷彿とさせる描写が多い。

リック・スタントン博士
演 - ブラッドリー・ウィットフォード、日本語吹替 - 安原義人
モナークの生物物理学者。皮肉屋な性格だが腕は確かで、分析能力に長けている。

ヴィヴィアン・グレアム博士
演 - サリー・ホーキンス、日本語吹替 - 高橋理恵子
モナーク幹部の古生物学者。前作にも登場している。
物語序盤、南極で目覚めたギドラに足元の氷床ごと捕食されるという無惨な最期を遂げる。

サム・コールマン
演 - トーマス・ミドルディッチ、日本語吹替 - 小林親弘
モナークの技術統括官。アメリカ政府との交渉役。

ダイアン・フォスター大佐
演 - アイシャ・ハインズ、日本語吹替 - 斉藤貴美子
アメリカ陸軍大佐。モナークの軍事部門Gチームの女性指揮官。

ジャクソン・バーンズ海軍兵曹長
演 - オシェア・ジャクソン・Jr、日本語吹替 - 松尾諭
Gチームの隊員。フォスターの補佐役。

マルティネス軍曹
演 - アンソニー・ラモス、日本語吹替 - 小松利昌
Gチームの隊員。

グリフィン中尉
演 - エリザベス・ラドロー、日本語吹替 - 森なな子
Gチームの隊員。

ヒューストン・ブルックス博士
演 - ジョー・モートン、日本語吹替 - 高岡瓶々
モナークの地質学者。演者は異なるが、『キングコング:髑髏島の巨神』に登場した同名キャラクター（演 - コーリー・ホーキンズ、吹替 - 杉村憲司）と同一人物として設定されている。

### その他
アラン・ジョナ
演 - チャールズ・ダンス、日本語吹替 - 土師孝也
元イギリス陸軍大佐で、元MI-6エージェント。退役後エコテロリズムに傾倒し、傭兵部隊を率いて各地で暗躍している。

ウィリアム・ステンツ大将
演 - デヴィッド・ストラザーン、日本語吹替 - 佐々木勝彦
アメリカ海軍第7艦隊の提督。前作では少将だったが、今作では大将に昇進している。

アッシャー・ジョナ
演 - ジョナサン・ハワード、日本語吹替 - 渡部俊樹

ウィンストン伍長
演 - ジェシー・オニール、日本語吹替 - 吉田ウーロン太

ウィリアムズ上院議員
演 - CCH・パウンダー、日本語吹替 - 西宏子
議会でモナークを追及する。

## 登場怪獣
原語版ではモナークの間で大地の神を意味する「タイタン」と呼称されている。エマによれば、怪獣とは地球の環境バランスを維持する免疫システムであり、2014年にゴジラおよびムートーの被害を受けたラスベガス、サンフランシスコでは急激な植物の生育が見られているという。本作品のエンディング後においても怪獣が現れた地域では劇的な地球環境の改善が確認されたことが示唆されている。
- 本作品の監督のマイケル・ドハティは、ただ巨大怪獣にするのではなく、巨大な神として描きたかったため、それぞれ自然の一部を体現しているという[2]。

ゴジラ / GODZILLA
演 - T・J・ストーム
2億7,000万年前のペルム紀において生態系の頂点に君臨していた巨大生物の末裔。前作でのムートーとの戦いを経て救世主と呼ばれた一方、ゴジラ自身にその意図は無いとはいえ多くの人命が喪われたことから、すべての怪獣たちの抹殺を求める世論が高まっている。
- ゴジラが最初に現れた基地のナンバー「54」は、ゴジラが初登場した1954年からと言われている。

キングギドラ / KING GHIDORAH
演 - ジェイソン・リーズ、アラン・マクソン、リチャード・ドートン
南極の氷塊に眠る3つの頭を持つ龍のような怪獣で、ゴジラを上回る巨体と巨大な翼と2本の尾を有する。当初はモンスター・ゼロというコードネームで呼ばれているが、後にアイリーンの調査によって「1つにして無数」を意味する名前のギドラと呼ばれていたことが判明する。
- ギドラが眠っていた南極の第32前哨基地のナンバー「32」は、同じ南極が舞台のSFホラー映画・『遊星からの物体X』に登場した「アメリカ南極観測隊第31基地」へのオマージュと言われている。

モスラ / MOTHRA
中国・雲南省の密林の古代遺跡で眠る蛾のような怪獣。ゴジラとはかつて共生関係にあったと見られ、モナークからは「怪獣の女王」と称される。卵がモナークの管理下に置かれていたが、劇中冒頭で孵化する。
孵化直後は自身が置かれた状況に怯え、自身に銃を撃ったモナークの兵士たちを糸で拘束し暴れるが、エマが"オルカ"を使って沈静化させることができた。
- モスラを封じ込めていた基地のナンバー「61」は、モスラが初登場した1961年から取ったと言われている。

ラドン / RODAN
演 - ジェイソン・リーズ
メキシコの火山島イスラ・デ・マーラの活火山に眠る翼竜型の怪獣で、巣である火山に基地を設営したモナークにより管理されている。ラドンとは現地の伝説にある名前で、「炎の悪魔」を意味する。
"オルカ"によって目覚め、攻撃してきた"アルゴ"とその護衛部隊を襲うが、接近していたモンスター・ゼロ（ギドラ）との戦闘になり早々に敗北した。自身がいた火山でモンスター・ゼロが雄叫びを上げた後は、服従するように傍に控えている様子が見える。
- ラドンを封じ込めていたモナークの前進基地のナンバー「56」は、ラドンが初登場した1956年からと言われている。

キングコング / KING KONG
髑髏島の生態系の頂点に君臨する超大型類人猿。直接の登場は無く、映像記録としての登場。エンドクレジットの映像にて、太古にゴジラと対戦していたことを示す壁画が登場する。

ムートー / M.U.T.O.
ペルム紀に生息していた巨大生物。前作とは別個体のメスが新たに登場する。この個体はニュージャージー州・ホーボーケンの地底で眠っていたところ、キングギドラの呼びかけによって目覚めた。

ベヒモス / BEHEMOTH
ブラジルに出現した、鼻は短いがマンモスのような牙と体毛を生やしたナックルウォークで歩行する巨大生物。名前の由来は『旧約聖書』に登場する陸の怪物ベヒモス。

スキュラ / SCYLLA
アリゾナ州セドナの油田地帯から出現した、蜘蛛に似ている頭足類の巨大生物。名前の由来はギリシア神話の怪物スキュラ。

メトシェラ / METHUSELAH
ドイツ・ミュンヘン郊外の地底から出現した、岩のような表皮を持ったハイブリッド巨大生物。名前の由来は『旧約聖書』の『創世記』に登場する長寿の人物メトシェラ。

## 登場兵器
アルゴ /USS ARGO
モナークが運用する巨大な全翼機。シルエットはB-2に似ているが遥かに大型で、艦船接頭辞や「COMMAND SHIP（司令船）」との表記からアメリカ海軍所属の艦船として扱われている模様。V-22やF-35を搭載・運用でき、潜水機能も搭載されている。
- 名前の由来はギリシア神話に登場するアルゴナウタイの乗る船、アルゴー号から。

オルカ
ラッセル夫妻が開発した、怪獣（タイタン）たちと意思疎通が図れる特殊な音波装置。ゴジラの鳴き声と人間の声を基にした音波を響かせることで怪獣たちと意思疎通、ひいてはある程度コントロールすることも可能となる。
元々はマークが座礁鯨を減らすためにクジラ類のエコーロケーションを元に開発したものだったが、当時は未完成であり怪獣たちを目覚めさせてしまう危険性があることから試作品は破棄。その後、エマがモナーク内部で修復して完成させた。
- 名前の由来は『ジョーズ』に登場する漁船。また、オルカことシャチが、エコーロケーションによるコミュニケーションを行なうことにも因んでいる。

オキシジェン・デストロイヤー
アメリカ空軍が極秘に開発した兵器。強烈な爆発と共に範囲3キロメートル圏内の酸素を奪い、あらゆる生命を死滅させる大量破壊兵器。
ラドンが出現したメキシコのイスラ・デ・マーラ沖の海中で、ゴジラとギドラが戦闘している最中に米軍により打ち込まれる。結果ゴジラを一時的に活動停止に追い込むほどのダメージを与えたものの、地球外生命体であるギドラには全く効き目が無かった。
- 名称の由来は『ゴジラ』一作目に登場した同名の兵器から。「酸素を破壊することで生物を死滅させる」「受けた生物は白骨化する」という効能も基本的にはオリジナル版と同じものだが、オリジナル版との違いとして海中だけでなく空気中にも影響を与える他、生物を白骨化させる効果に範囲制限がある。

メーサータレット
モナーク第54前哨基地に設置されている対ゴジラ用兵器。基地に接近するゴジラに対して向けられるも、マークと芹沢が制止したため使用されなかった。名前に「メーサー」とついているが、東宝特撮映画に登場するメーサー兵器とは砲塔の形状などが大きく異なっている。

## スタッフ
- 監督 - マイケル・ドハティ
- 製作 - トーマス・タル、ジョン・ジャシュニ、メアリー・ペアレント、ブライアン・ロジャーズ、アレックス・ガルシア
- 製作総指揮 - バリー・H・ウォルドマン、ロイ・リー、ダン・リン、ザック・シールズ、松岡宏泰、大田圭二、坂野義光、奥平謙二
- 脚本 - マックス・ボレンスタイン、マイケル・ドハティ、ザック・シールズ
- 撮影監督 - ローレンス・シャー
- 音楽 - ベアー・マクレアリー
- ゴジラ・テーマ作曲 - 伊福部昭
- モスラ・テーマ作曲 - 古関裕而
- 編集 - ロジャー・バートン、リチャード・ピアソン、ボブ・ダクセイ
- サウンドデザイン - エリック・エーダール、イーサン・ヴァン・ダー・リン
- プロダクションデザイナー - スコット・シャンブリス
- VFXスーパーバイザー - ギヨーム・ロシュロン
- 協同製作 - 東宝株式会社、Huahua Media
- 日本語吹替版
  - 演出 - 高橋正浩[17]
  - 翻訳 - 平田勝茂[17]
  - 日本語版制作 - ニュージャパンフィルム[17]
  - 主題歌 - ［ALEXANDROS］「Pray」（UNIVERSAL J / RX-RECORDS）

## 製作

### 企画

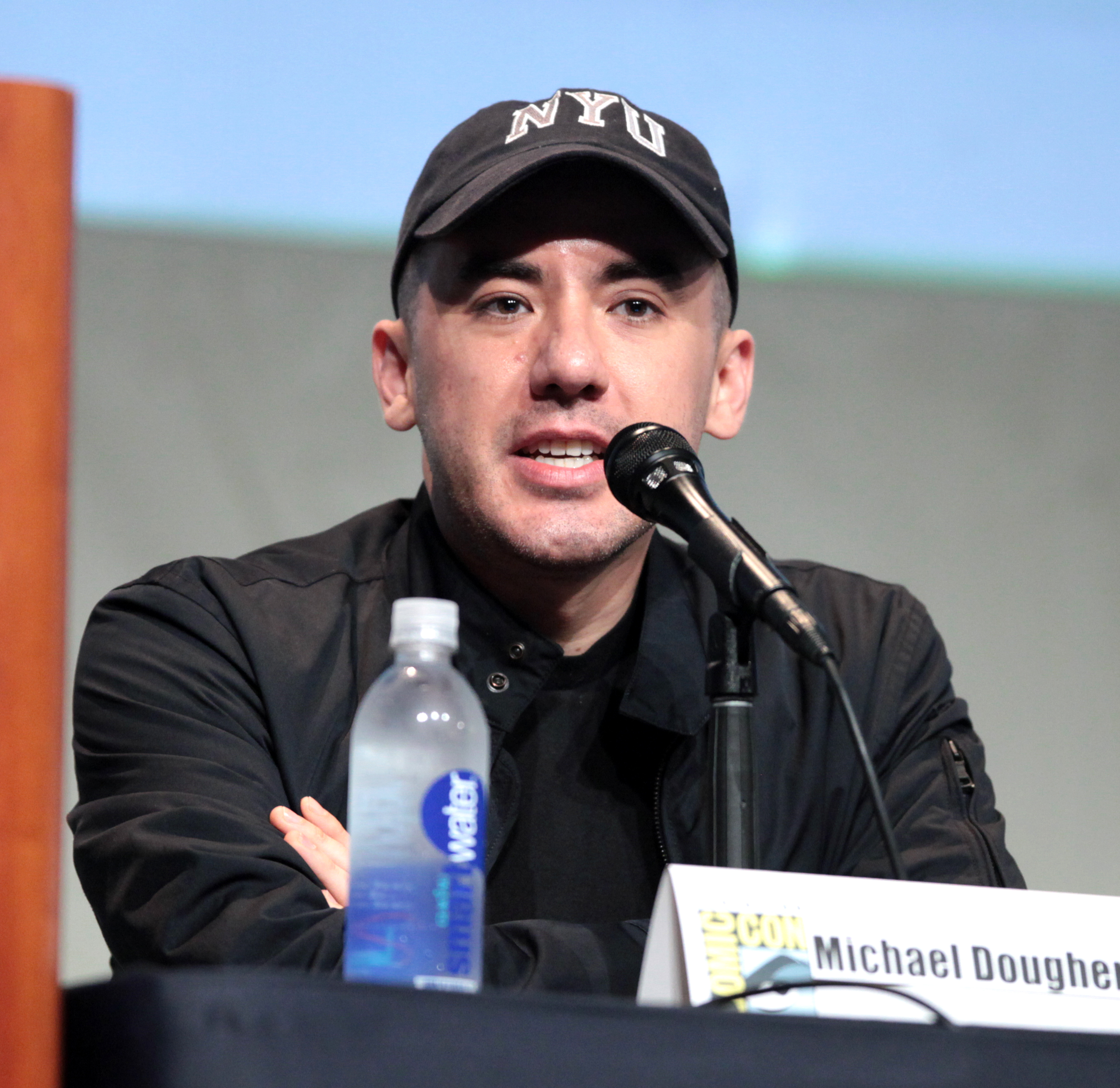
マイケル・ドハティ

ギャレス・エドワーズは自身が監督した『GODZILLA ゴジラ』の物語が単独で完結することを望み、クリフハンガーにすることに反対していた。彼は『GODZILLA ゴジラ』が興行的に成功すれば続編を製作することには何の問題もないと語っている。『GODZILLA ゴジラ』が1億ドル以上の興行収入を記録した後、レジェンダリー・ピクチャーズはゴジラシリーズの続編製作についてグリーンライトを指示し、全三部作で引き続きエドワーズを監督に起用する方針を決定した。2014年のサンディエゴ・コミコンで、レジェンダリーは東宝からモスラ、ラドン、キングギドラの使用権利を取得したことを発表したものの、何作目にこれらの怪獣が登場するのかは明かされなかった。同年秋、レジェンダリーは第2作が2018年6月8日公開予定であり、マックス・ボレンスタインが引き続き脚本を担当することが発表された。2015年4月、アーロン・テイラー＝ジョンソンは引き続き続編に出演する可能性は未定であり、「エドワーズの判断次第」と発言した。
2016年5月、ワーナー・ブラザースは続編の公開が2019年3月22日に延期になったことを発表した。同月にはエドワーズが小規模な映画企画に参加するために降板したことが発表された。10月にマイケル・ドハティとザック・シールズが脚本執筆に加わることが発表され、翌日にはドハティが監督の打診を受けていることが報じられた。同月、レジェンダリーは親会社大連万達グループが所有する青島東方影都で『パシフィック・リム: アップライジング』と共に撮影が行われることを公表した。12月、続編のタイトルが「Godzilla: King of the Monsters」であることが発表され、2017年1月にはドハティが正式に監督に就任したことが発表された。

### 脚本
2014年9月、ボレンスタインが『GODZILLA ゴジラ』に引き続き脚本を担当することが発表された。彼は続編について、「第1作への反応は本当に興奮しました。現在、世界観は確立されており、私たちはより大きく、より良いものを作ることができます」と語っている。『キングコング:髑髏島の巨神』のプロモーション中、彼は続編でやりたいことの一つとして、観客が感情移入できる内容にすることと語っている。

### キャスティング

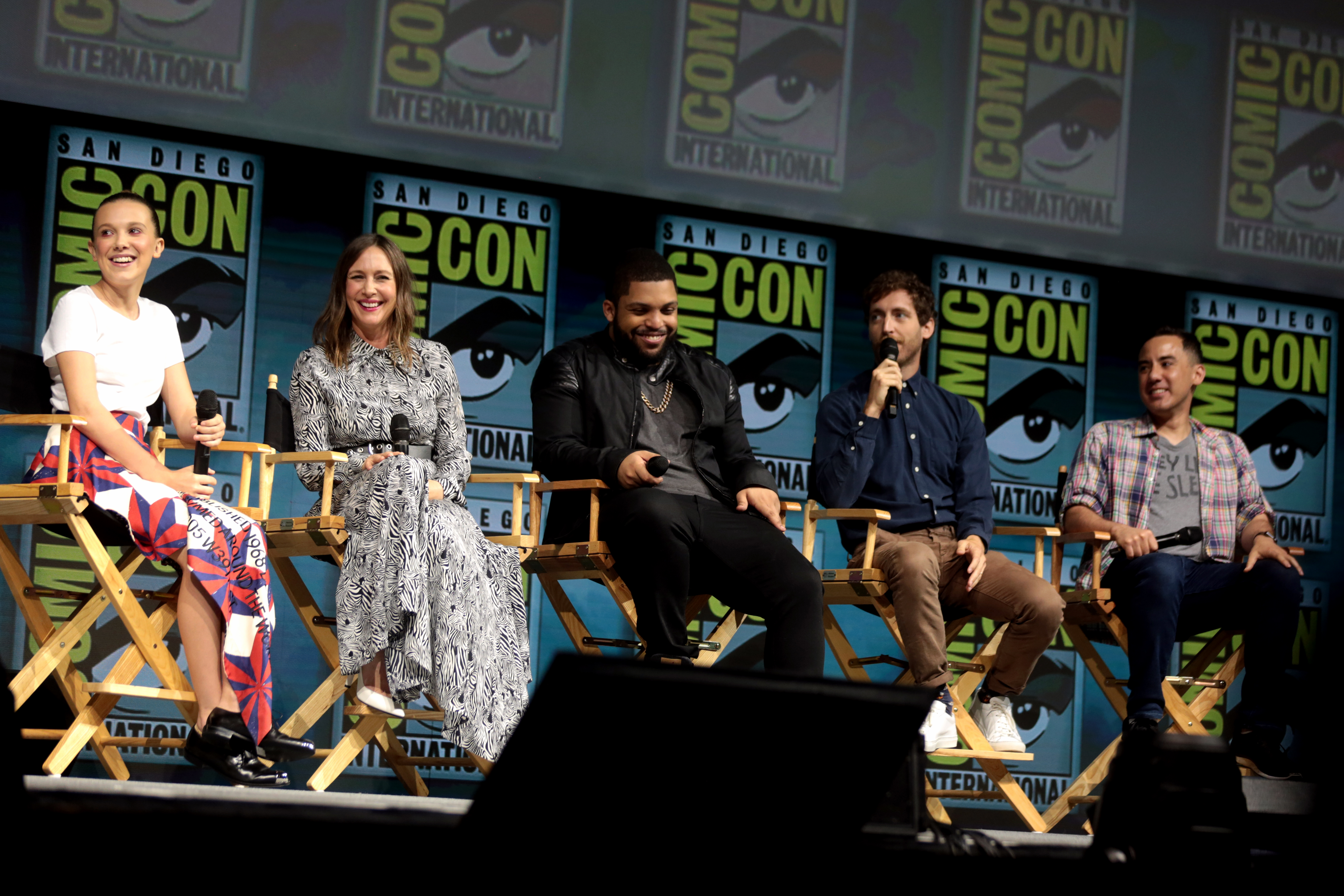
サンディエゴ・コミコンに出席するドハティと主要キャスト

2017年1月、ミリー・ボビー・ブラウンの出演が発表され、2月にはブラウンの両親役としてカイル・チャンドラー、ヴェラ・ファーミガが出演することが発表された。3月にオシェア・ジャクソン・Jrが出演交渉中であることが報じられ、4月にはアイシャ・ハインズが起用された。5月にアンソニー・ラモス、ランディ・ハヴェンス、トーマス・ミドルディッチ、チャールズ・ダンスの起用と前作に出演したサリー・ホーキンスの続投が発表された。この時点で渡辺謙の続投は明らかになっていなかったが、後に彼の続投が発表された。6月にブラッドリー・ウィットフォードとチャン・ツィイーの起用が発表され、チャンは「重要な役」を演じることが報じられた。7月にエリザベス・ラドローの出演が発表された。2018年4月にジェイソン・リーズ、アラン・マクソン、リチャード・ドートンがキングギドラの頭部のモーションキャプチャを務めることが発表され、リーズが中央、マクソンは右側、ドートンは左側の頭部を演じ、胴体は他の俳優が演じる。また、リーズはラドンのパフォーマンスキャプチャも担当している。

### クリーチャーデザイン

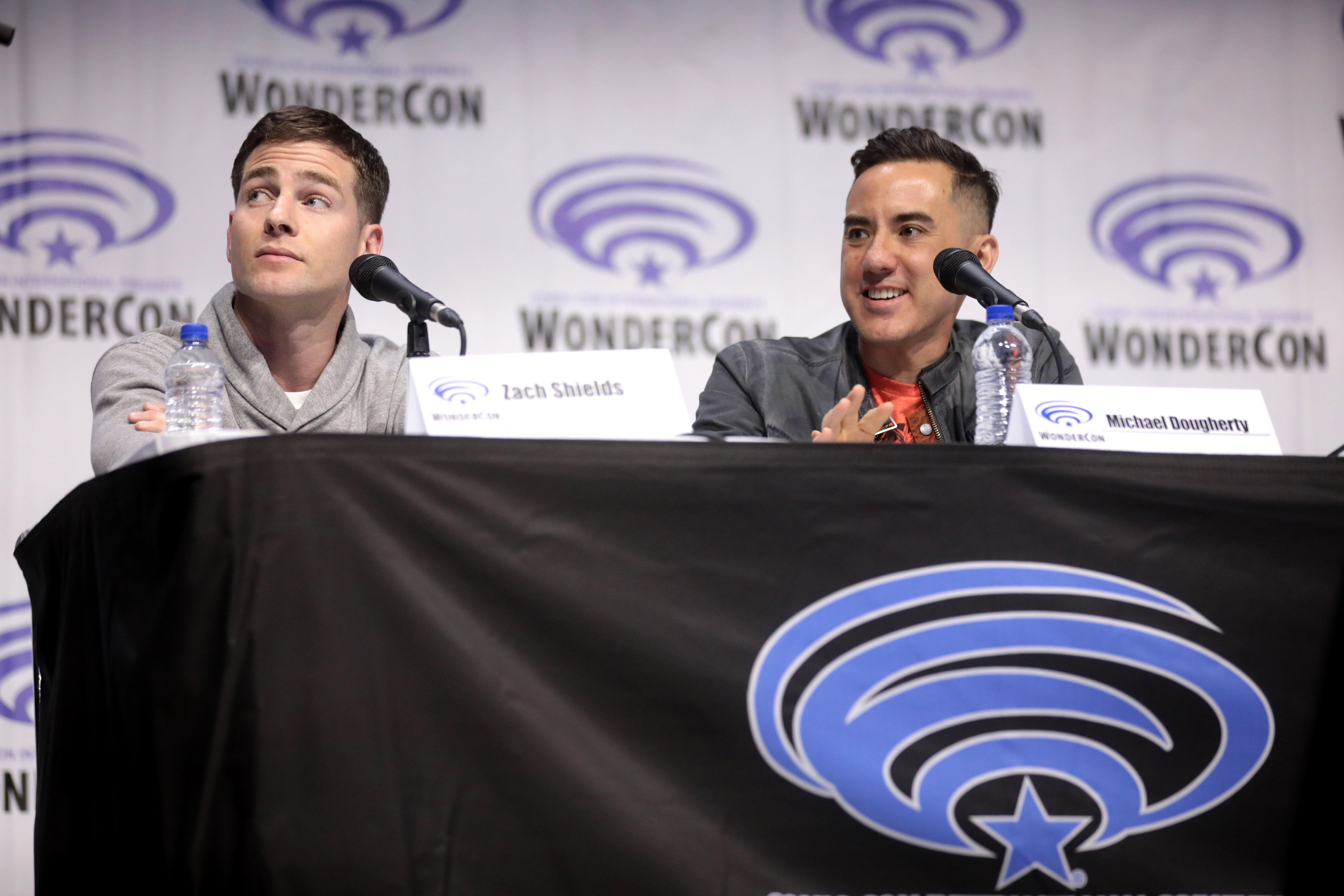
ワンダーコンに出席するザック・シールズとマイケル・ドハティ

本作品では登場する怪獣の総称を「ムートー」から「タイタン（巨神）」に変更している。ドハティは怪獣のデザインが神聖な存在感を放ち、崇拝の意識を呼び起こすことを求めていた。彼はデザイナーに各年代の怪獣のオリジナルデザインを見せ、「シルエットと特徴を現代的なものにする」ように指示した。彼は怪獣が単なるモンスターではなく「明確な思考プロセスを持つ巨大生物」であることに重要な意味を見出していた。
ドハティはゴジラを「神であるゴジラ」に描こうとした。彼は『GODZILLA ゴジラ』でエドワーズとマット・アルソップがデザインしたゴジラを気に入っていたものの、本作のゴジラのデザインでは背びれを1954年版のものに変更し、さらにゴジラがより強大な捕食者に見えるように爪と足を大きくデザインした。サウンドチームに対してはゴジラの咆哮を1954年版の咆哮に近付けるように指示しており、「最初の映画で、彼らはゴジラの咆哮について素晴らしい仕事をしたと思っています。私はそれを1954年版のオリジナルに近付けるためにもう少し推し進めたのです」と語っている。
ラドンは火山の内部で生息できるように、火山岩の要素が皮膚のデザインに追加されている。ドハティはラドンのデザインについて、「母なる自然が創造したもの」に似せることを望んでいた。デザイナーにはプテラノドンの他にハゲタカ、ワシ、タカなどの鳥を研究するように指示している。彼はラドンを「スピードと獰猛さ」を持つ「巨大な原子爆弾」と表現している。ラドンのデザインはトム・ウッドラフ・Jrとアマルガメティッド・ダイナミクスが手掛けている。
モスラのデザインについて、ドハティは「美しく女性的、エレガントで真の女神のように見えるが、危険な存在にも見える」ことを望んでいた。また、彼は1961年版のデザインに忠実であろうとし、羽の眼状紋を維持しようとした。この眼状紋はモスラとゴジラを関連付けるため、ゴジラの目に似せてデザインされている。一方、本作品のモスラは本物の蛾を意識しており、別の属性を持つ他の怪獣から身を守るための長い鎌足がデザインされている。彼は様々な蛾を研究した結果、その外見が「恐怖」と「捕食性」の要素があることを発見し、モスラはリアリズムに徹したデザインにすることを決めた。彼はモスラが最もデザインに難航したと語っており、デザインはレガシー・エフェクツが手掛けている。
キングギドラのデザインについて、ドハティは「ユニーク」なデザインにすることを望み、本作品のキングギドラが過去作をリスペクトするデザインにするため、東宝と密接に連絡を取り合った。3つの頭部にはそれぞれ個性が与えられ、中央の頭部がリーダーであり、他の2つの頭部を従えている。ドハティはリアリズムを追求するため様々な動物の動きを研究し、特にキングコブラの動きを参考にしている。彼はデザインチームに対して、キングギドラは東洋の龍のイメージを維持し、西洋のドラゴンの影響を排除するように指示しており、「彼ら（キングギドラ）は、伝統的な西洋のドラゴンではありません。初めからそのように指示を出していました……私たちは『ゲーム・オブ・スローンズ』のドラゴンのように見えることは望んでいませんでした」と語っている。キングギドラのデザインはレガシー・エフェクツが手掛けており、アレックス・ガルシアはキングギドラについて「自然の摂理に従った存在ではない」と語っている。
ドハティは東宝怪獣以外の新怪獣が登場することを明かしており、2019年3月に新怪獣の名称が「バフォメット」「タイフーン」「アバドン」「バニップ」「メトシェラ」であることが発表された。
東宝怪獣の鳴き声はオリジナルの音源や蛇、トカゲ、蜘蛛などの鳴き声を録音して「現代の作風に合うような音」に作られている。キャストが怪獣から逃げ回ったり反応するシーンでは、撮影セットに巨大なスピーカーを設置し、昭和時代の怪獣の咆哮を流して撮影を行った。

### 撮影
2017年6月19日からジョージア州アトランタで主要撮影が開始され、ワーキング・タイトルは「Fathom」と名付けられた。ドハティは特殊効果とトム・ウッドルフ・ジュニアのクリーチャー・デザインによって映画が実践的なものになるだろうと語り、モスラ、ラドン、キングギドラが登場することを確認した。撮影監督にはローレンス・シャーが起用された。映画の一部は8月19日から22日にかけてメキシコシティのヒストリックセンターで撮影された。ドハティは9月27日に撮影が終了したことを発表した。
視覚効果はムービング・ピクチャー・カンパニー、DNEG、Method Studiosが担当しており、ギヨーム・ロシュロンが統括している。2018年11月にドハティはポストプロダクションが終了したことを公表した。彼によると、当初のカットでは上映時間が3時間ほどになっていたという。

### 音楽
2018年7月21日、ドハティはベアー・マクレアリーが音楽を担当し、伊福部昭が作曲した「ゴジラのテーマ」を盛り込んで映画音楽を作曲することを明らかにした。予告編第1弾にはクロード・ドビュッシーの『ベルガマスク組曲』第3曲「月の光」、予告編2弾ではブライス・ミラーが編曲した「虹の彼方に」、IMAXプレビューでは「誰も寝てはならぬ」がそれぞれ使用された。11月に開催された東京コミコンでマクレアリーが作曲した「ゴジラのテーマ」が予告編と共に公開された。日本語吹替版では［ALEXANDROS］が作曲した「Pray」が主題歌として使用されている。
本作品のエンドタイトルの1曲目はシステム・オブ・ア・ダウンのリードボーカルのサージ・タンキアンによる「Godzilla (feat. Serj Tankian)」。1977年にブルー・オイスター・カルトがリリースした同曲のカバーソングである。ブルー・オイスター・カルトのメンバーであるドナルド・ローザーとエリック・ブルームは1998年の『GODZILLA』で本作品が使用されなかったことに対して「Nozilla」というパロディ・ソングを作ったことがあった。

## プロモーション
映画の宣伝には1億から1億5,000万ドルの費用が投じられたとされている。2017年6月、『キングコング: 髑髏島の巨神』の公式Twitterが作品世界における怪獣発見の時系列を示した映像を公開した。同年のサンディエゴ・コミコンではモスラの卵と幼虫の石の彫刻のイメージが公開された。
2018年7月12日、ゴジラが天空に向かって放射熱線を放つイメージとミリー・ボビー・ブラウン、ヴェラ・ファーミガのシーンが公開された。同月18日にはブラウンが登場する予告編が公開され、同時に劇中に登場する特務機関モナークのウェブサイト上に怪獣に関する情報が掲載された。10月にはグラフィック・ノベル『Godzilla: Aftershock』が2019年春に発売されることが発表された。同月、レジェンダリー・コミックスはロサンゼルス・コミコンで「Godzilla: Secrets of the MonsterVerse」を開催した。11月にはドハティが東京コミコンに出席し、新しい予告編の一部とゴジラ、モスラ、ラドン、キングギドラのモンスターアーツ・フィギュアおよびコンセプトアートが公開され、同月に新国際版聖書の第41章の33節と34節が書かれた新しいゴジラのイメージ画像が公開された。
2018年12月上旬、ラドン、モスラ、キングギドラのティーザー・クリップが公開され、12月9日にはComic Con Experienceで新しい予告編が公開された。同月10日には最初のティーザー・ポスターとCCXP予告編が公開され、13日にはラドン、モスラ、キングギドラのキャラクターポスターが公開された。2019年1月にドハティはTwitterでキングギドラの新しいビジュアルを公開した。同年2月には中国の春節に合わせてゴジラ、ラドン、モスラ、キングギドラの新しいキャラクターポスターが公開された。

## 公開
2019年5月31日に2D、3D、IMAXで公開される。当初の公開日は2018年6月8日を予定していたが、2019年3月22日に変更された後、最終的に5月31日に決定した。いくつかの市場では「Godzilla II: King of the Monsters」のタイトルで公開される。アメリカでは「怪獣のアクション、暴力性、破壊描写および特定の台詞」を理由にPG13指定を受けた。
2019年4月に日本の東宝スタジオでメディア向けの試写会が行われ、ドハティと渡辺謙が出席した。5月上旬には新宿で一般向けのプレミア上映会が開催され、ドハティと渡辺謙、チャンが出席した。同月13日には北京市でレッドカーペット・プレミア上映が開催された。同月18日にハリウッドのグローマンズ・チャイニーズ・シアターでレッドカーペット・プレミア上映が開催された。

## 評価

### 批評
メディア、批評家からの評価は総じて芳しくなかった。バトルシーンについては評価されたものの人間ドラマについての苦言が多く見られ、低評価が続出した。CNNは「入場料に見合うようなものはモンスターらの乱闘くらいなもので刺激的というよりは無感覚に陥らせるようなものだった」、サンフランシスコクロニクルは「この映画が提供するささやかな楽しみは、小さくて断続的なものに過ぎない」と評価した。
アメリカの著名な映画レビューを集めたサイトであるRotten Tomatoesでは批評家による評価では140の好意的な批評に対して、否定的なレビュー（10点満点で6点未満）が192とTomatometerは42%と低評価であった。その一方で、公開直後の一般観客による評価では一時期、肯定的な評価が90%に及んだ。それ以降も一般観客からの評価は高く、公開後1年が経過した2020年6月現在でも同サイトでは83%の観客が肯定的な評価をしている。インターネット・ムービー・データベースでは、12万3千回以上の評価数で6/10という評価になっている。Metacriticだと、Metascore は48%で Userscore は7.2だった。

### 受賞・ノミネート
| 映画賞                                           | 部門                               | 対象                              | 結果       | 出典            |
| ------------------------------------------------ | ---------------------------------- | --------------------------------- | ---------- | --------------- |
| ゴールデン・トレーラー賞                         | サマー・ブロックバスター賞         | ゴジラ キング・オブ・モンスターズ | ノミネート | [ 112 ]         |
| ゴールデン・トレーラー賞                         | ファンタジー・アドベンチャー映画賞 | ゴジラ キング・オブ・モンスターズ | ノミネート | [ 112 ]         |
| 第45回サターン賞                                 | ファンタジー映画賞                 | ゴジラ キング・オブ・モンスターズ | ノミネート | [ 113 ] [ 114 ] |
| 第45回サターン賞                                 | 若手俳優賞                         | ミリー・ボビー・ブラウン          | ノミネート | [ 113 ] [ 114 ] |
| 第45回サターン賞                                 | 音楽賞                             | ベアー・マクレアリー              | ノミネート | [ 113 ] [ 114 ] |
| 第45回サターン賞                                 | 特殊効果賞                         | ゴジラ キング・オブ・モンスターズ | ノミネート | [ 113 ] [ 114 ] |
| 第45回ピープルズ・チョイス・アワード             | アクション映画賞                   | ゴジラ キング・オブ・モンスターズ | ノミネート | [ 115 ]         |
| 第45回ピープルズ・チョイス・アワード             | 主演女優賞                         | ミリー・ボビー・ブラウン          | ノミネート | [ 115 ]         |
| ハリウッド・プロフェッショナル・アソシエーション | 音響賞                             | ゴジラ キング・オブ・モンスターズ | 受賞       | [ 116 ]         |
| インディアナ映画ジャーナリスト協会賞             | ボーカル/モーションキャプチャ賞    | ゴジラ キング・オブ・モンスターズ | 受賞       | [ 117 ]         |
| 第40回ゴールデンラズベリー賞                     | 最低前日譚・リメイク・盗作・続編賞 | ゴジラ キング・オブ・モンスターズ | ノミネート | [ 118 ]         |

## 関連商品
コミック
『ゴジラ:アフターショック』（2019年5月24日刊行、著：アービッド・ネルソン/刊：ヴィレッジブックス）ISBN 4-86491-423-0
本作品の前日譚にあたる内容で、前作の直後に現れたムートーの頂点に立つ怪獣「ムートー・プライム」とゴジラの戦い、ゴジラの一族にまつわる伝承を追うエマ、芹沢、グレアムらモナークの活躍が描かれる。また、今作のゴジラの背びれが前作から大きく変化している理由も語られる。
サウンドトラック
『ゴジラ キング・オブ・モンスターズ（オリジナル・サウンドトラック）（輸入盤）』（2019年5月31日発売、ワーナーミュージック・ジャパン）
日本限定特典として昭和ゴジラオマージュ仕様ジャケットが付属。
ブルーレイ、DVD、レンタル開始日
『ゴジラ キング・オブ・モンスターズ』（2019年12月18日発売）

## Blu-ray/DVD
日本国内では東宝よりBlu-ray DiscとDVDが発売。海外ではワーナー・ブラザーズが販売。
- Blu-ray
  - ゴジラ キング・オブ・モンスターズ 2枚組　品番：TBR-29308D　発売日：2019年12月18日
  - ゴジラ キング・オブ・モンスターズ 完全数量限定生産 4枚組　品番：TBR29310D　発売日：2019年12月18日
  - ゴジラ キング・オブ・モンスターズ 4K Ultra HD Blu-ray　品番：TBR31166D　発売日：2021年5月12日
- DVD
  - ゴジラ キング・オブ・モンスターズ 2枚組　品番：TDV-29309D　発売日：2019年12月18日

## テレビ放送
| 回 | 放送日        | 放送時間（JST）   | 放送局     | 放送枠         | 視聴率 | 備考 | 出典    |
| -- | ------------- | ----------------- | ---------- | -------------- | ------ | --- | ------- |
| 1  | 2021年5月29日 | 土曜21:00 - 23:40 | フジテレビ | 土曜プレミアム |        | 地上波初放送、本編ノーカット、映画『ゴジラvsコング』公開記念 ナビゲーター：永野芽郁（『地獄の花園』田中直子役）、大島美幸（森三中）（『地獄の花園』神田悦子役） | [ 120 ] |